# Хоангша (особая зона)
Хоангша (вьет. Hoàng Sa) — особая зона города Дананг, Вьетнам, территориально состоящая из архипелага Хоангша, который за пределами Вьетнама более известен как Парасельские острова.
Архипелаг Хоангша был включён в состав провинции Куангнам-Дананг в 1982 году. Затем, 23 января 1997 года, в результате отделения города Дананг от провинции передана в состав Дананга в соответствии с Указом правительства Вьетнама № 07/1997/NĐ-CP.
В настоящее время Вьетнам не контролирует территорию ни одного из Парасельских островов, и фактически весь архипелаг находится под управлением Китайской Народной Республики с 1974 года после Парасельского морского сражения 1974 года, в результате которого вооруженные силы Республики Вьетнам потерпели поражение.
С июля 2012 года Китай объявил Парасельские острова находящимися под управлением города Саньша провинции Хайнань.

## География

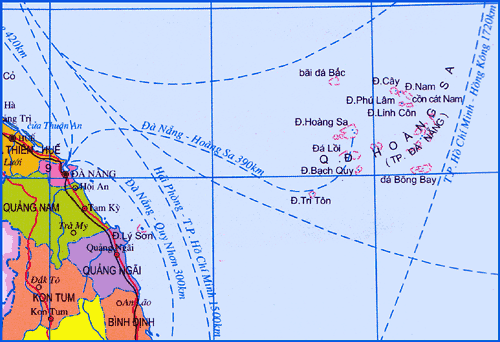
Парасельские острова и город Дананг по состоянию на 2024 год (розовый).

Острова архипелага

По данным вьетнамского правительства, площадь островов архипелага составляет 305 км².
Особая зона включает в себя острова Хоангша, Дабак, Хыунят, Далой, Батькуи, Читон, Кай, Бак, Зьыа, Нам, Фулам, Линькон и Куангхоа, отмели Бонгбай и Куаншат, песчаную отмель Тэй, камень Тимйен, камень Тхап.

## Административное устройство

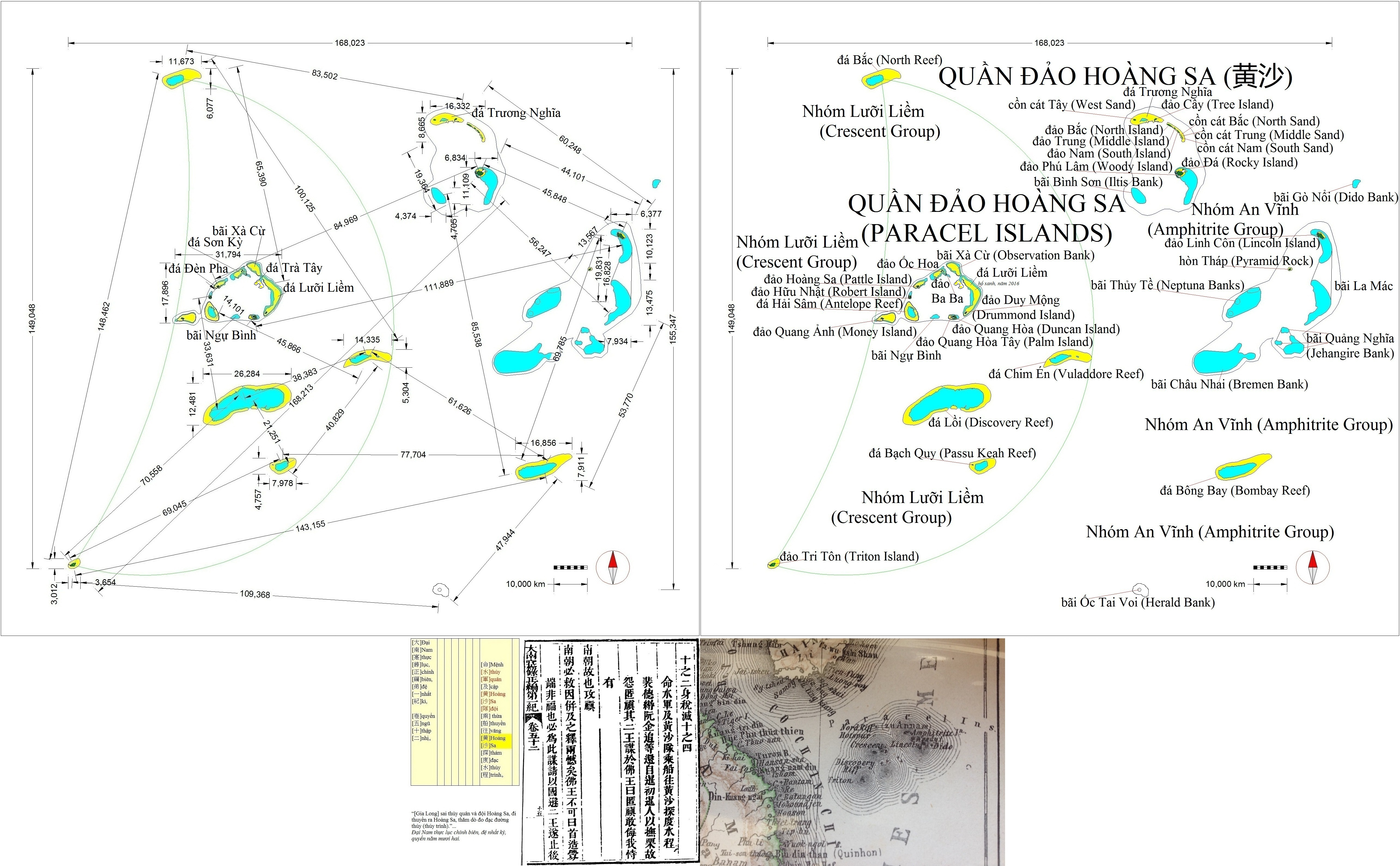
Карта Парасельских островов в 2015 году с полными вьетнамскими названиями архипелага.

Чтобы подтвердить суверенитет Вьетнама над архипелагом Хоангша, 9 декабря 1982 года Совет министров Социалистической Республики Вьетнам издал Указ о включении архипелага Хоангша в качестве островного уезда Хоангша в состав провинции Куангнам-Дананг. Постановлением от 6 ноября 1996 года на 10-й сессии 9-го Национального собрания Вьетнама уезд Хоангша был отделен от бывшей провинции Куангнам-Дананг и объединен с городом центрального подчинения Дананг.
23 июня 1994 года на 5-й сессии 9-го созыва Национального собрания Вьетнама была ратифицирована Конвенцию ООН по морскому праву 1982 года и принята резолюция, в которой говорилось:
Национальное собрание вновь подтверждает суверенитет Вьетнама над архипелагами Хоангша и Чыонгша и выступает за разрешение споров, связанных с Восточным морем, путем мирных переговоров в духе равенства, взаимопонимания и взаимного уважения, уважения к международному праву, особенно Конвенции Организации Объединенных Наций по морскому праву 1982 года, уважения суверенитета и юрисдикции прибрежных стран над их исключительными экономическими зонами и континентальными шельфами, прилагая при этом усилия по содействию переговорам для нахождения фундаментального и долгосрочного решения. Заинтересованным сторонам необходимо поддерживать стабильность на основе сохранения статус-кво, не предпринимая действий, которые еще больше осложняют ситуацию, не применяя силу и не угрожая ее применением
Национальное собрание подчеркнуло: «Необходимо отличать вопрос разрешения споров вокруг архипелагов Хоангша и Чыонгша от вопросов защиты морских пространств и континентального шельфа, находящихся под суверенитетом, суверенными правами и юрисдикцией Вьетнама, на основе принципов и норм Конвенции Организации Объединенных Наций по морскому праву 1982 года».
23 января 1997 года Постановлением правительства Вьетнама № 07/1997/NĐ-CP было официально определено создание административной единицы уездного уровня — уезда Хоангша площадью 305 км², на территории которого находится архипелаг Парасельских островов с коралловыми островами, расположенными примерно в 170 морских милях (315 км), включая:
острова Хоангша, Дабак, Хыунят, Далой, Батькуи, Читон, Кай, Бак, Зьыа, Нам, Фулам, Линькон и Куангхоа, отмели Бонгбай и Куаншат, песчаную отмель Тэй, камень Тимйен, камень Тхап. Администрация Народного комитета уезда Хоангша временно расположилась по адресу улица Йенбай, 132, район Хайтяу, город Дананг.
С 2012 года было много предложений объединить районы Тхокуанг и Мантхай (оба принадлежали району Шонча) в островной округ Хоангша, главным образом с целью демонстрации связи архипелага Хоангша с материковой территорией Вьетнама.
В 2025 году в результате общегосударственной административной реформы преобразован в административную единицу общинного уровня со специальным статусом — «особая зона» (вьет. đặc khu).